# Vuelta a España 2016
Vuelta a España 2016 byl 71. ročník závodu, jenž probíhal ve Španělsku od 20. srpna do 11. září. V závodě zvítězil Nairo Quintana z týmu Movistar, druhý skončil Chris Froome (Team Sky) a třetí Esteban Chaves (Orica–BikeExchange).

## Trasa závodu
| Etapa | Datum  | Trasa                                  | Vzdálenost (km) | Vítěz               | Průběžný lídr           |
| ----- | ------ | -------------------------------------- | --------------- | ------------------- | ----------------------- |
| 1     | 20. 8. | Cenlle – Castrelo de Miño              | 27,8            | Sky                 | Peter Kennaugh          |
| 2     | 21. 8. | Ourense – Baiona                       | 160,8           | Gianni Meersman     | Michał Kwiatkowski      |
| 3     | 22. 8. | Marín – Mirador de Ézaro               | 176,4           | Alexandre Geniez    | Rubén Fernández Andújar |
| 4     | 23. 8. | Betanzos – San Andrés de Teixido       | 163,5           | Lilian Calmejane    | Darwin Atapuma          |
| 5     | 24. 8. | Viveiro – Lugo                         | 171,3           | Gianni Meersman     | Darwin Atapuma          |
| 6     | 25. 8. | Monforte de Lemos – Nogueira de Ramuín | 163,2           | Simon Yates         | Darwin Atapuma          |
| 7     | 26. 8. | Maceda – Puebla de Sanabria            | 158,5           | Jonas Van Genechten | Darwin Atapuma          |
| 8     | 27. 8. | Villalpando – La Camperona             | 181,5           | Sergej Lagutin      | Nairo Quintana          |
| 9     | 28. 8. | Cistierna – Monte Naranco              | 164,5           | David de la Cruz    | David de la Cruz        |
| 10    | 29. 8. | Lugones – Lagos de Covadonga           | 188,7           | Nairo Quintana      | Nairo Quintana          |
| 11    | 31. 8. | Colunga – Peña Cabarga                 | 168,6           | Chris Froome        | Nairo Quintana          |
| 12    | 1. 9.  | Los Corrales de Buelna – Bilbao        | 193,2           | Jens Keukeleire     | Nairo Quintana          |
| 13    | 2. 9.  | Bilbao – Urdazubi/Urdax                | 213,4           | Valerio Conti       | Nairo Quintana          |
| 14    | 3. 9.  | Urdazubi/Urdax – Col d'Aubisque        | 196             | Robert Gesink       | Nairo Quintana          |
| 15    | 4. 9.  | Sabiñánigo – Formigal                  | 118,5           | Gianluca Brambilla  | Nairo Quintana          |
| 16    | 5. 9.  | Alcañiz – Peñíscola                    | 156,4           | Jempy Drucker       | Nairo Quintana          |
| 17    | 7. 9.  | Castellón de la Plana – Lucena del Cid | 177,5           | Mathias Frank       | Nairo Quintana          |
| 18    | 8. 9.  | Requena – Gandia                       | 200,6           | Magnus Cort Nielsen | Nairo Quintana          |
| 19    | 9. 9.  | Xàbia – Calp                           | 37              | Chris Froome        | Nairo Quintana          |
| 20    | 10. 9. | Benidorm – Sierra de Aitana            | 193,2           | Pierre Latour       | Nairo Quintana          |
| 21    | 11. 9. | Las Rozas de Madrid – Madrid           | 104,1           | Magnus Cort Nielsen | Nairo Quintana          |